# 泉州公交K301路
泉州公交K301路是中国泉州市境内的一条公共交通线路，全程21公里。起讫点为东宏路首末站至狮子山公交站，运营时间为东宏路首末站：6:30-19:00；狮子山公交站：6:30-19:00。
该线为自2013版《环泉州湾公交发展规划》实施以来，第一条在新开通线路中使用K开头+3位数数字的线路

## 历史
- 在泉州市交通委旧版《环泉州湾公交发展规划》中，K301路被称作49路，设计走向为自海星小区至清濛[2]
- 2013年12月，泉州市交通委实施2013版《环泉州湾公交发展规划》，原规划的49路更名为现名K301路。49路则重新规划并设定为途径江滨南路的线路[3]
- 2013年12月25日，泉州公交发展有限公司（公交集团前身）发布开通K301路的通知[4]
- 2013年12月30日，K301路正式开通，初期运营区间为海星小区-狮子山公交站。初期运营时间为双向6:30-18:30，初期使用车辆为1部亚星JS6880C93H和2部亚星JS6906GHA型，共计3部空调柴油客车。
- 2014年11月1日，K301路接手并更换自2路退下的7部亚星JS6906GHA型空调柴油客车。并退下1部JS6880C93H至台商公司。至此，K301路配车总数达到9部[5]
- 2015年6月15日，因K301路途径变更，泉州市物价委重新审核并通过K301路票价核算，仍为分段计价2元/人
- 2015年6月25日，K301路取消途径府东路，改为途径滨海街、丰海路至海星小区[6]
- 2015年10月，因60路开通需要[7]，抽调K301路2部JS6906GHA至60路运营，K301路配车数降为7部
- 2017年6月10日，K301路票价由分段计价¥2.0降为一票制¥1.0[8][9]
- 2017年11月1日，K301路接手并更换自8路退下的7部大金龙XMQ6850AGBEVL型空调电动巴士，原有7部JS6906GHA退役
- 2018年5月，K301路更换自8路退下的7部TEG6820BEV01型空调电动巴士，原配XMQ6850AGBEVL归还8路
- 2018年7月，泉州公交对K301路进行高峰期班次加密，每工作日17：45增加班次[10]，并从44路抽调1部大金龙XMQ6802AGBEVL2型空调电动巴士套跑K301路
- 2018年11月，受缺驾影响，K301路不再进行高峰期班次加密。
- 2021年3月18日，因环湾公司线路运能扩充需要。东海公司划拨K301路2部TEG6820BEV01至202路，K301路配车数降为5部。[11]
- 2021年7月1日，K301路更换为5部金旅XML6855JEVW0C空调电动巴士，原配5部TEG6820BEV01闲置。
- 2021年10月13日，因泉州大桥加固施工封闭半幅车道，K301路往狮子山公交站方向临时取消途径宝洲街西段。改为途径田安路南段、田安大桥、池峰路、泉安北路、桥南立交至展览城后原线行驶，其余不变。[12]
- 2022年1月11日，泉州大桥恢复双向通车，K301路自该日起取消途径田安路南段、田安大桥、池峰路、泉安北路，双向恢复途径宝洲街西段、泉州大桥。[13]
- 2022年3月16日，因疫情防控暂停中心市区范围内所有公交线路运营，K301路自当日首班起暂停运营至4月17日。[14]
- 2022年4月18日，K301路恢复运营。[15]
- 2022年4月30日，因优化调整，K301路自该日起取消途径滨海街中段、滨海街南段，改为途径府东路、港湾街并增停东梅转运站，其它不变。[16]
- 2023年8月17日，因南迎宾大道清濛段辅道施工，自该日起K301路往海星小区首末站方向临时取消途径清濛站，改为途径南迎宾大道至南迎宾崇宏街口调头，再途经清濛高架桥至金浦供水公司站后原线行驶，其它不变。[17]
- 2023年9月13日，因海星小区3期建设需要，原海星小区首末站地块收回并拆除。受此影响K301路自该日起取消进入海星小区首末站，改为至东宏路首末站停放，上下客点临时调整至市政务服务中心。
- 2023年9月17日，K301路往市政务服务中心方向恢复途径清濛站，取消途径清濛高架桥。
- 2023年9月25日，K301路自该日起正式调整至东宏路首末站始发终到，取消停靠市政务服务中心、海星小区、滨海街东段。并增停丰泽区第三实验幼儿园、东海大街口等站，其它不变。[18]
- 2024年1月，自当月起K301路双向末班由18:30延时至19:00发车。
- 2025年3月6日，因微5路车辆更换需要，东海公司划拨K301路1部XML6855JEVW0C至微5路，K301路配车数降为4部。

## 站点
| 路线 | 路线 | 路线 | 所在地区、街道 | 所在地区、街道          | 站点名               | 备注              |
| ---- | ---- | ---- | -------------- | ----------------------- | -------------------- | ----------------- |
|      |      |      | 丰泽区         | 东宏路                  | 东宏路首末站         | 起讫站            |
|      |      |      | 丰泽区         | 大兴街                  | 丰泽区第三实验幼儿园 |                   |
|      |      |      | 丰泽区         | 滨海街                  | 东海大街口           | 原名 滨海街西二段 |
|      |      |      | 丰泽区         | 滨海街                  | 滨海街中段           |                   |
|      |      |      | 丰泽区         | 府东路                  | 泉州市图书馆         |                   |
|      |      |      | 丰泽区         | 府东路                  | 港湾街路口           |                   |
|      |      |      | 丰泽区         | 港湾街                  | 港湾街东段           |                   |
|      |      |      | 丰泽区         | 港湾街                  | 港湾街中段           |                   |
|      |      |      | 丰泽区         | 港湾街                  | 港湾街西段           |                   |
|      |      |      | 丰泽区         | 港湾街                  | 港湾街口             |                   |
|      |      |      | 丰泽区         | 滨海街                  | 东梅转运站           |                   |
|      |      |      | 丰泽区         | 丰海路                  | 滨海街口             |                   |
|      |      |      | 丰泽区         | 丰海路                  | 蟳埔菜市             |                   |
|      |      |      | 丰泽区         | 丰海路                  | 蟳埔路口             |                   |
|      |      |      | 丰泽区         | 丰海路                  | 后厝                 | 东海泰禾广场      |
|      |      |      | 丰泽区         | 丰海路                  | 南威大厦             | ↓                 |
|      |      |      | 丰泽区         | 丰海路                  | 法石老人活动中心     |                   |
|      |      |      | 丰泽区         | 丰海路                  | 泉州中级法院         |                   |
|      |      |      | 丰泽区         | 云鹿路                  | 董埭路口             | 原名 雷克科技园   |
|      |      |      | 丰泽区         | 泉秀街                  | 金帝花园             |                   |
|      |      |      | 丰泽区         | 泉秀街                  | 客运中心站南门       |                   |
|      |      |      | 丰泽区         | 刺桐南路                | 泉州电信公司（↓）    | 刺桐南路中段（↑） |
|      |      |      | 丰泽区         | 刺桐南路                | 正骨医院（↓）        | 丰泽交警大队（↑） |
|      |      |      | 丰泽区         | 宝洲街                  | 宝洲街中段           |                   |
|      |      |      | 丰泽区         | 宝洲街                  | 浦西村口             |                   |
|      |      |      | 丰泽区         | 宝洲街                  | 宝洲街西段           | 原名 宏昌宾馆     |
|      |      |      | 鲤城区         | 南迎宾大道 （ 324国道） | 展览城               |                   |
|      |      |      | 鲤城区         | 南迎宾大道 （ 324国道） | 金浦供水公司         | 原名 万祥医院     |
|      |      |      | 开发区         | 南迎宾大道 （ 324国道） | 清濛                 |                   |
|      |      |      | 开发区         | 德泰路                  | 清濛科技园           |                   |
|      |      |      | 开发区         | 德泰路                  | 崇惠街口             | 原名 清濛长途车站 |
|      |      |      | 开发区         | 崇惠街                  | 狮子山公交站         | 起讫站            |

## 票价
K301路计价方式为一票制，全程票价¥1.0，其中：
- 泉通卡普通卡9折，月票卡乘坐需刷1次，敬老卡、爱心卡有效
- 可使用泉城通APP及支付宝、云闪付、微信乘车码支付

## 配车
K301路配车数总计4部，其中：
- 金旅XML6855JEVW0C  4部

- 亚星JS6880C93H
（2013.12 - 2014.11）
- 亚星JS6906GHA
（2013.12 - 2017.10）
- 大金龙XMQ6850AGBEVL
（2017.11 - 2018.5）
- 中车时代TEG6820BEV01
（2018.5 - 2021.6）
- 金旅XML6855JEVW0C
（2021.7 - ）

## 相关
- 泉州公交线路列表
- 泉州公交49路